# Lawrence County (Arkansas)
Das Lawrence County ist ein County im US-amerikanischen Bundesstaat Arkansas. Im Jahr 2010 hatte das County 17.415 Einwohner und eine Bevölkerungsdichte von 11,5 Einwohnern pro Quadratkilometer. Der Verwaltungssitz (County Seat) ist Walnut Ridge. Das County gehört zu den Dry Countys, was bedeutet, dass der Verkauf von Alkohol eingeschränkt oder verboten ist.

## Geografie
Das County liegt im Nordosten von Arkansas, ist im Norden etwa 40 km von Missouri entfernt und hat eine Fläche von 1534 Quadratkilometern, wovon 15 Quadratkilometer Wasserfläche sind. An das Lawrence County grenzen folgende Nachbarcountys:
|                     | Randolph County |                  |
| Sharp County        |                 | Greene County    |
| Independence County | Jackson County  | Craighead County |

## Geschichte

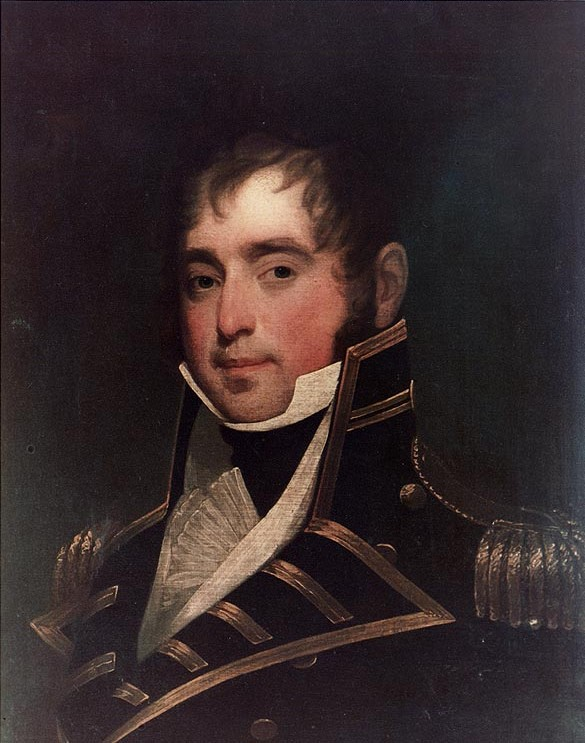
Lawrence

Das Lawrence County wurde am 15. Januar 1815 aus dem heute nicht mehr existierenden Madrid County in Missouri gebildet. Benannt wurde es nach Captain James Lawrence (1781–1813), der mit dem Spruch: „Don't give up the ship“ im Britisch-Amerikanischen Krieg von 1812, nachdem er bereits tödlich verwundet worden war, bekannt wurde.
Die früheste wichtige Ansiedlung war das an den Ufern des Black River gelegene Davidsonville, das nach dem Abgeordneten John Davidson benannt worden war. Die Stadt diente 1816 als erster Verwaltungssitz des Countys. Die Stadt wuchs auf über 3000 Einwohner, bevor das Gelbfieber die weitere Ansiedlung beendete. 1829 hörte die Stadt auf zu existieren.
Eine andere wichtige Ansiedlung war Smithville, nahe der westlichen Countygrenze. Benannt wurde die Stadt nach dem Geschäftsmann Robert Smith. Ab 1837 diente sie als County Seat. Nach Fertigstellung der Iron Mountain Railroad wurde 1870 Walnut Ridge zum County Seat.

## Demografische Daten
Nach der Volkszählung im Jahr 2010 lebten im Lawrence County 17.415 Menschen in 7069 Haushalten. Die Bevölkerungsdichte betrug 11,5 Einwohner pro Quadratkilometer. In den 7069 Haushalten lebten statistisch je 2,26 Personen.
Ethnisch betrachtet setzte sich die Bevölkerung zusammen aus 97,3 Prozent Weißen, 0,8 Prozent Afroamerikanern, 0,4 Prozent amerikanischen Ureinwohnern, 0,1 Prozent Asiaten sowie aus anderen ethnischen Gruppen; 1,2 Prozent stammten von zwei oder mehr Ethnien ab. Unabhängig von der ethnischen Zugehörigkeit waren 0,9 Prozent der Bevölkerung spanischer oder lateinamerikanischer Abstammung.
22,7 Prozent der Bevölkerung waren unter 18 Jahre alt, 58,6 Prozent waren zwischen 18 und 64 und 18,7 Prozent waren 65 Jahre oder älter. 51,5 Prozent der Bevölkerung war weiblich.
Das jährliche Durchschnittseinkommen eines Haushalts lag bei 31.045 USD. Das Prokopfeinkommen betrug 15.520 USD. 23,5 Prozent der Einwohner lebten unterhalb der Armutsgrenze.

## Kultur und Sehenswürdigkeiten

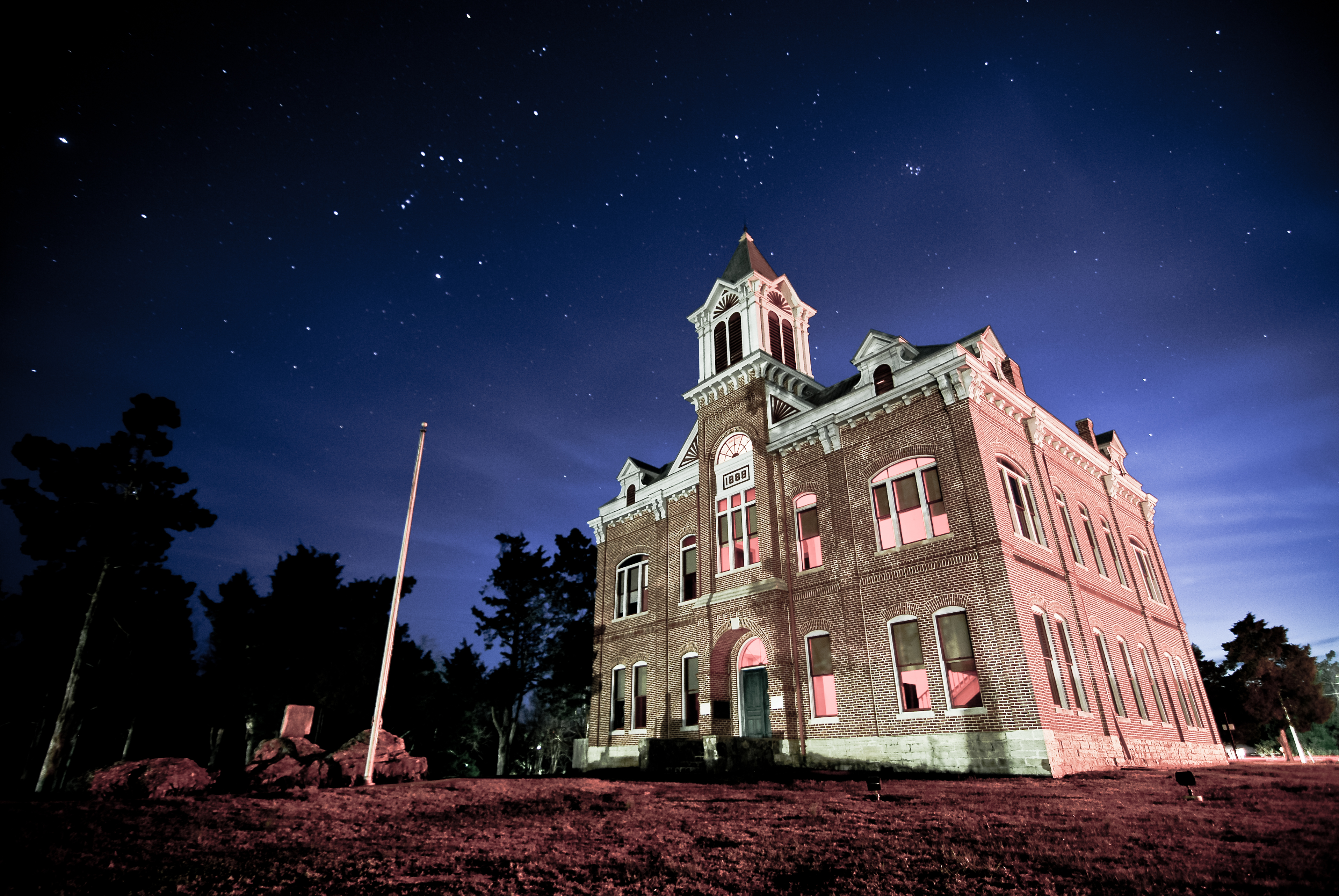
Das Powhatan Courthouse (2011). Dieses Gerichtsgebäude wurde im Februar 1970 als erstes Objekt des County im NRHP eingetragen.

27 Bauwerke, Stätten und historische Bezirke (Historic Districts) des Countys sind im National Register of Historic Places („Nationales Verzeichnis historischer Orte“; NRHP) eingetragen (Stand 12. Mai 2022), darunter mehrere Straßen, Brücken, Kirchen und Friedhöfe sowie das Gerichts- und Verwaltungsgebäude des County.

## Ortschaften im Lawrence County
| Citys - Alicia - Black Rock - Hoxie - Walnut Ridge | Towns - College City - Imboden - Lynn - Minturn | - Portia - Powhatan - Ravenden - Sedgewick | - Smithville - Strawberry |

Unincorporated Communities
| - Annieville - Arbor Grove - Calamine - Calvin - Clover Bend - Coffman | - Denton - Dicus - Driftwood - Eaton - Hogan - Hopewell | - Jesup - Lauratown - Lindsey - Murta - Ponders - Richwoods | - Saffell - Sloan - Smithville - Strangers Home - Strawberry - Whiskerville |

## Gliederung
Das Lawrence County ist in 22 Townships eingeteilt:
| Township             | Einwohner (2010) | FIPS     |
| -------------------- | ---------------- | -------- |
| Annieville Township  | 409              | 05-90033 |
| Ashland Township     | 240              | 05-90066 |
| Black River Township | 533              | 05-90342 |
| Black Rock Township  | 1285             | 05-90345 |
| Boas Township        | 2963             | 05-90381 |
| Cache Township       | 145              | 05-90582 |
| Campbell Township    | 5575             | 05-90627 |
| Dent Township        | 1009             | 05-91065 |
| Dowell Township      | 291              | 05-91137 |
| Duty Township        | 501              | 05-91173 |
| Eaton Township       | 307              | 05-91206 |

| Township               | Einwohner (2010) | FIPS     |
| ---------------------- | ---------------- | -------- |
| Flat Creek Township    | 128              | 05-91299 |
| Jesup Township         | 177              | 05-91959 |
| Lawrence Township      | 260              | 05-92127 |
| Marion Township        | 328              | 05-92385 |
| Morgan Township        | 562              | 05-92562 |
| Promised Land Township | 425              | 05-93039 |
| Reeds Creek Township   | 958              | 05-93108 |
| Richwoods Township     | 118              | 05-93168 |
| Spring River Township  | 374              | 05-93477 |
| Strawberry Township    | 374              | 05-93504 |
| Thacker Township       | 453              | 05-93603 |